# San Pedro Mártir Yucuxaco
San Pedro Mártir Yucuxaco är en ort i Mexiko.   Den ligger i kommunen San Pedro Mártir Yucuxaco och delstaten Oaxaca, i den sydöstra delen av landet, 270 km sydost om huvudstaden Mexico City. San Pedro Mártir Yucuxaco ligger 2 237 meter över havet och antalet invånare är 276.
Terrängen runt San Pedro Mártir Yucuxaco är kuperad. Runt San Pedro Mártir Yucuxaco är det ganska glesbefolkat, med 24 invånare per kvadratkilometer. Närmaste större samhälle är Heroica Ciudad de Tlaxiaco, 19,3 km söder om San Pedro Mártir Yucuxaco. Trakten runt San Pedro Mártir Yucuxaco består i huvudsak av gräsmarker.